# La Jonchère-Saint-Maurice
La Jonchère-Saint-Maurice, auf Okzitanisch La Junchéra, ist eine französische Gemeinde in der Region Nouvelle-Aquitaine, im Département Haute-Vienne, im Arrondissement Limoges und im Kanton Ambazac. Die Nachbargemeinden sind Saint-Léger-la-Montagne im Nordwesten, Jabreilles-les-Bordes im Nordosten, Les Billanges im Südosten und Saint-Laurent-les-Églises.
Die vormalige Route nationale 714 führt über La Jonchère-Saint-Maurice. Die Gemeinde hat einen Bahnhof an der Eisenbahnstrecke Limoges–Saint-Sulpice-Laurière.

## Bevölkerungsentwicklung
| Jahr      | 1962 | 1968 | 1975 | 1982 | 1990 | 1999 | 2006 | 2013 |
| --------- | ---- | ---- | ---- | ---- | ---- | ---- | ---- | ---- |
| Einwohner | 1037 | 990  | 975  | 903  | 814  | 774  | 777  | 818  |

## Sehenswürdigkeiten

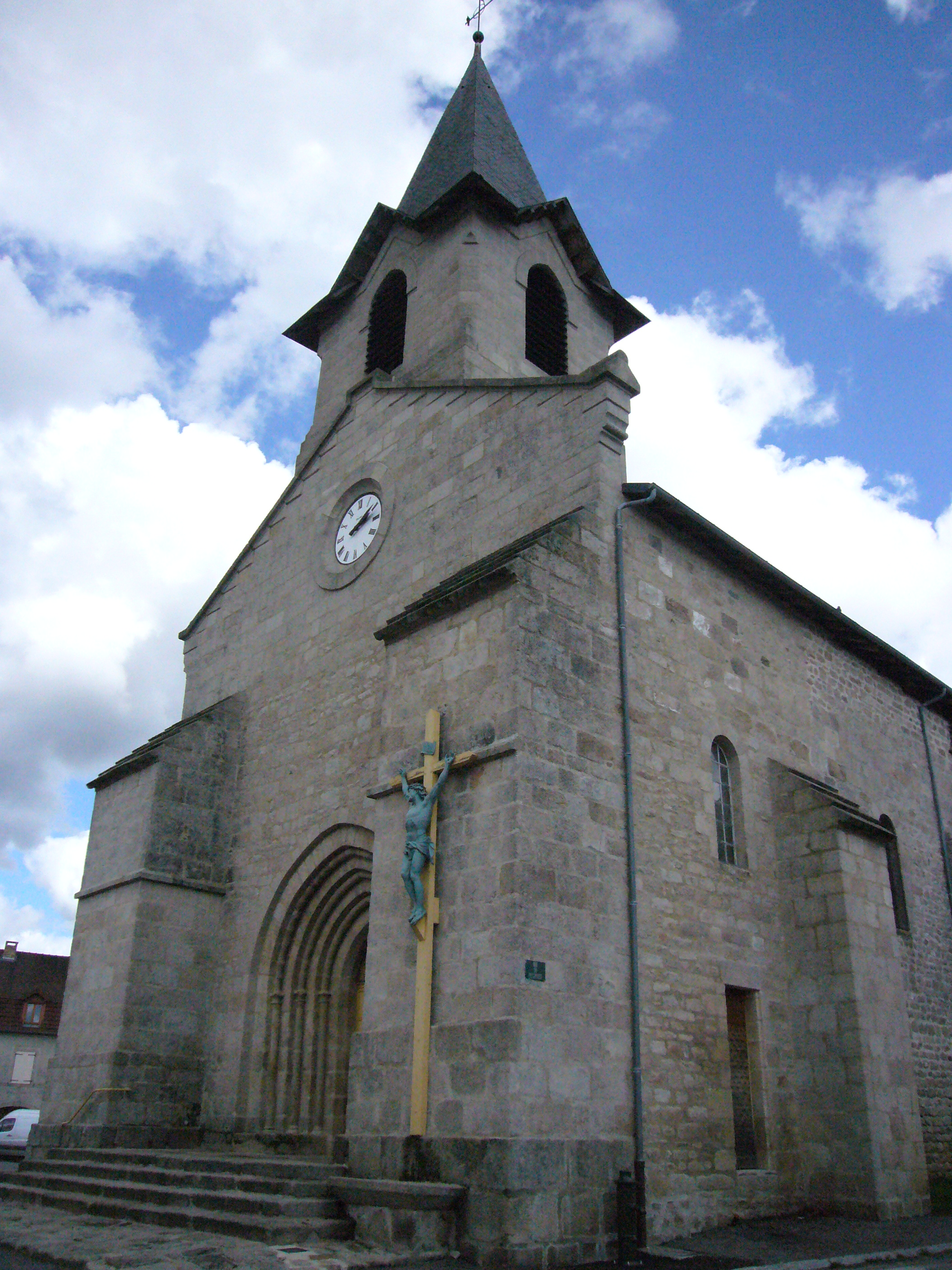
Kirche Saint-Maurice

- Arboretum La Jonchère
- Kirche Saint-Maurice